# Sorgenteich Ergänzung
Sorgenteich Ergänzung este o arie protejată (arie specială de conservare — SAC, sit de importanță comunitară — SCI) din Germania întinsă pe o suprafață de 2,07 ha, integral pe uscat.

## Localizare
Centrul sitului Sorgenteich Ergänzung este situat la coordonatele 51°26′17″N 13°54′38″E / 51.4381°N 13.9106°E.

## Înființare
Situl Sorgenteich Ergänzung a fost declarat sit de importanță comunitară în martie 2004.

## Biodiversitate
Situată în ecoregiunea continentală, aria protejată conține 1 habitat natural: Lacuri eutrofice naturale cu vegetație de tip Magnopotamion sau Hydrocharition.
La baza desemnării sitului se află o specie protejată de  plante: Luronium natans.
Pe lângă speciile protejate, pe teritoriul sitului au mai fost identificate 1 specie de plante.